# 1294
Năm 1294 là một năm trong lịch Julius.

## Sự kiện
Đế quốc Mông Cổ tan rã thành 4 quốc gia: Kim Trướng Hãn quốc, Hãn quốc Sát Hợp Đài, Y Nhi Hãn quốc và nhà Nguyên